# BRIT Awards 1991
L'XI edizione dei BRIT Awards si tenne nel 1991.

## Vincitori
- Miglior produttore britannico: Chris Thomas
- Miglior registrazione di musica classica: José Carreras, Plácido Domingo, Luciano Pavarotti - "Conc. dei tre tenori, Cilea, Verdi, Puccini"
- Miglior colonna sonora: "I segreti di Twin Peaks"
- Miglior album britannico: George Michael - "Listen Without Prejudice Vol. 1"
- Rivelazione britannica: Betty Boo
- Cantante femminile britannica: Lisa Stansfield
- Gruppo britannico: The Cure
- Cantante maschile britannico: Elton John
- Singolo britannico: Depeche Mode "Enjoy the Silence"
- British video: The Beautiful South "A Little Time"
- Rivelazione internazionale: MC Hammer
- International  female: Sinéad O'Connor
- Gruppo internazionale: INXS
- International male: Michael Hutchence
- Outstanding contribution: Status Quo